# 시상하부-뇌하수체-부신 축

시상하부-뇌하수체-부신 축(Hypothalamic-Pituitary-Adrenal Axis)

시상하부-뇌하수체-부신 축(hypothalamic–pituitary–adrenal axis; HPA axis, HTPA axis) 또는 변연계-시상하부-뇌하수체-부신 축(limbic-hypothalamic-pituitary-adrenal axis; LHPA axis)은 시상하부, 뇌하수체, 부신 또는 변연계-시상하부-뇌하수체-부신 사이의 직접적인 피드백의 복합적인 구성이다. 또한 시상하부-뇌하수체-부신-생식선 축(Hypothalamic-Pituitary-Adrenal-Gonadotropic Axis)의 한 축이다.
이 기관들은 방출호르몬(RH)에 기반하는 상호작용으로 구성된 HPA축에서 주요 신경내분비계로서 스트레스에 대한 반응과 소화, 면역계, 감정과 기분, 성, 에너지 저장 및 소모를 포함한 다양한 신체 과정을 조절한다.

## 해부
HPA축의 주요 요소는 다음과 같다.
- 시상하부의 실방핵(paraventricular nucleus)은 바소프레신과 부신피질자극호르몬방출호르몬(CRH)을 합성하고 분비하는 신경내분비 뉴런을 포함한다.
- 뇌하수체 전엽. 특정적으로, CRH와 바소프레신은 부신피질자극호르몬(ACTH)의 분비를 자극한다.
- 부신피질은 부신피질자극호르몬(ACTH)의 자극에 반응하여 당질코르티코이드 호르몬(주로 cortisol)을 생성한다.

당질코르티코이드는 시상하부와 뇌하수체로 거꾸로 반응하여 음적 피드백 기전을 통해 CRH와 ACTH의 생성을 억제하게 된다. CRH와 바소프레신은 정중융기(median eminence)의 신경분비세포 신경 말단으로부터 방출된다. CRH는 뇌하수체 줄기의 문맥혈관계를 통해 뇌하수체 전엽으로 이동되고, 바소프레신은 신경돌기의 운반을 통해 뇌하수체 후엽으로 이동된다. CRH와 바소프레신은 상승작용으로 부신피질자극세포에 저장되어 있는 ACTH의 분비를 자극한다. ACTH는 혈액을 통해 부신피질로 이동하여 코티졸과 같이 콜레스테롤로부터 생합성된 코르티코스테로이드를 빠르게 자극한다. 코티졸은 주요 스트레스 호르몬으로 뇌를 포함한 신체의 다양한 조직에 작용한다. 뇌에서 코티졸은 무기질대사부신피질호르몬(mineralocorticoid)수용체와 당질부신피질호르몬 수용체의 두종류에 작용하여 다양한 종류의 뉴런에 의해 표현된다. 당질부신피질호르몬의 주요 표적은 HPA축을 조절하는 중심부인 시상하부이다.

## 호르몬 조절 기전

### 신경 조절
뇌하수체 호르몬은 중추, 또는 말초 신경계에서 시작되는 신경 자극으로 조절된다. 뇌하수체 호르몬의 말초신경 조절의 예는 수유시 프로락틴과 옥시토신 분비 조절이다. 아기가 젖을 빨면 감각 신경이 자극되어 시상하부 경로를 활성화하고 뇌하수체 후엽에서 옥시토신의 분비 반응이 일어나며 TRH의 분비는 뇌하수체 전엽에서 프로락틴을 방출한다. 중추신경계 또한 뇌하수체 호르몬의 분비를 조절하는데 예를 들어, 수유기의 많은 산모들이 아기를 생각할 때, 소량의 모유가 방출되는 것을 경험한다. 이것은 정신적인 심상이 옥시토신 분비 반응을 일으킨 것이다. 이와 유사하게, 24시간 주기를 조절하는 시상하부 중심에서 기시되는 자극은 ACTH방출을 자극하기 위해 기상 수시간 전에 CRH방출을 적절하게 감소시킨다.

### 피드백 기전
뇌하수체 전엽 호르몬의 표적 조직은 주로 내분비 선 자체인 경우가 많다. 선에서 분비된 호르몬들은 그들의 분비를 자극하는 유도 호르몬과 유도호르몬 분비를 자극하는 유도 호르몬 자극 호르몬의 방출을 억제한다. 당질코르티코이드는 시상하부와 뇌하수체로 거꾸로 반응하여 음적 피드백 기전을 통해 CRH와 ACTH의 생성을 억제하게 되어 혈중 농도를 유지를 가능하게 한다.

## HPA축과 스트레스
HPA축은 스트레스에 반응하는 뇌의 신경내분비계의 주요 구성요소이다. HPA축은 기분장애와 불안장애, 양극성 장애, 불면, 외상 후 스트레스 장애, 경계성 인격장애, ADHD, 주요우울장애, 극심한 피로, 만성 피로 증후군, 섬유근육통, 과민성 장 증후군, 알콜중독 등을 포함한 기능적인 장애에 관여한다. 이와 같은 질병들에 일상적으로 처방되는 항우울제는 HPA축 기능을 조절하여 증상을 조절한다.
스트레스의 다양한 종류와 스트레스가 HPA축에 주는 영향을 다양한 각도에서 조사하는 실험 연구들이 있다. 쥐를 이용한 실험연구에서 다양한 종류의 스트레스원이 있을 수 있는데, 사회적 스트레스와 신체적 스트레스의 분명한 차이가 있다. 둘 다 HPA축을 활성화하지만, 다른 경로를 통한다.
도파민, 세로토닌, 노어에피네프린(노어아드레날린)과 같은 몇몇의 단가아민 신경전달물질은 HPA축을 조절하는 데 중요한 역할을 한다. 긍정적인 사회적 상호작용의 결과로 옥시토신의 증가는 HPA축을 억제하는데 역할을 하여 스트레스에 대응하고, 상처 회복과 같은 긍정적인 효과를 촉진시킨다.
인간에 대한 연구는 만성적 스트레스 중 HPA축이 스트레스원에 따라, 스트레스에 대한 개인의 반응, 또는 다른 요인들에 의해 다양한 방식으로 활성화되는 것을 보여준다. 신체적 통합을 저해하고, 통제 불가능한 트라우마와 연관되는 스트레스원들은 아침에 정상보다 낮은 혈중 코티졸과 저녁에 정상보다 높은 코티졸 레벨을 가짐으로써 정상 코티졸 농도의 순환에서 벗어난다. 반면, 통제 가능한 스트레스원은 아침에 정상보다 높은 코티졸 농도를 생성하는 경향이 있다. 스트레스 호르몬은 스트레스가 발생한 시점부터 시간이 지남에 따라 점차 감소하는 경향이 있다.

## 관련 질환

### 우울
우울은 스트레스에 대한 반응으로 HPA축의 과도한 활성으로 특징지어진다. 이러한 HPA축의 비정상활동은 우울증상을 발전시키며, 항우울제는 직접적으로 HPA축의 기능을 조절함으로 치료제로 작용한다. 이러한 발견은 장애 질환의 원인과 치료에 대한 우리의 이해를 재조명하게 되었다.
스트레스와 우울, HPA축 사이의 연관성은 세 가지 근거로 설명된다.
첫째, 우울증은 기분 부전 또는 가라앉은 기분을 증상으로 갖고, 낮은 에너지 수준과 즐거움을 느낄 수 없는 증상을 갖는다. 여러문화에 공통적으로 스트레스 사건에 대한 반응으로 특히 스트레스가 만성적이거나 개인적인 통제가 불가능한 경우 나타난다.
둘째, 스트레스는 HPA축을 활성화시켜 당질 코르티코이드의 방출하여 혈중 농도가 증가한다. 우울은 특히 중증도가 높을 경우, HPA축의 과다 활동의 특징을 나타낸다.
셋째, 스트레스 대처 능력을 증진시키는 치료요법과 항우울제의 효과는 HPA축의 활동을 직접적으로 감소시키는 것으로 알려져 있다.

### PTSD
외상 후 스트레스 장애(PTSD:Post-traumatic stress disorder)에서는 정상 코티졸보다 낮은 수준이 나타나는데, 이것은 PTSD로 발전될 소인을 가진 사람에게 스트레스에 대한 호르몬 반응이 둔화되어 있는 것으로 생각된다. PTSD는 전신적인 반응이라 여겨진다. HPA축은 기분, 식욕, 체중, 성기능, 피로, 수면-각성 주기 등을 포함한 신체 내 전체적인 호르몬 체계를 담당한다

### 만성 피로 증후군
만성피로증후군(CFS : Chronic Fatique Syndrom)이란 설명되지 않는, 과로로 인해 유발되지 않고 휴식으로 완화되지 않는 피로가 지속되는 것이다. 만성피로 증후군은 HPA축의 기능장애와 연관된 것으로 알려져 있다. 임상적으로 CFS환자에게서 당질코르티코이드 결핍 상태와 부신 피질 활동이 감소되어 있는 것이 발견되었다. 과거에는 스트레스가 일반적으로 HPA축의 과다활동으로 인한 코티졸의 증가와 관련된 것으로 알려져 왔으나, 만성적 스트레스는 HPA축의 활동 감소를 유발하기도 하여 기타 스트레스 관련 장애를 일으키기도 한다.

## LHPA
정서 특히 우울감과 관련된 변연계-시상하부-뇌하수체-부신 축(LHPA)에서 시상하부(코르티코트로핀의 과도한 분비)와 변연계(글루코코르티코이드 수용체 부족)에서의 불안정한 기능이 이러한 맥락에서 보다 정밀한 연구가 보고된바있다.

## 같이 보기
- 뇌간 망양체